# Bertrand Raymond
Pour les articles homonymes, voir Raymond.
Bertrand Raymond est un journaliste et chroniqueur sportif québécois né le 2 novembre 1943 à Chicoutimi au Saguenay-Lac-Saint-Jean. 
Ancien journaliste au Journal de Montréal, il est le récipiendaire du Elmer Ferguson Memorial Award (en) en 1990 en reconnaissance de son travail comme chroniqueur de hockey sur glace dont la plume contribua à apporter un grand honneur au journalisme et au hockey sur glace. Il est un membre des médias du Temple de la renommée du hockey. Bertrand Raymond entra au Journal de Montréal le 8 septembre 1969. Il couvrit l'équipe de hockey sur glace des Canadiens de Montréal à compter de 1971 et pris sa retraite le 24 janvier 2010 après plus de quarante ans de travail au Journal de Montréal.

## Biographie
Bertrand Raymond est né à Chicoutimi le 2 novembre 1943. Il est le deuxième d'une famille de quatre enfants. Ses parents, Laval Raymond, un annonceur de radio, et Fernande Bérubé se sont épousés en 1942 à Sainte-Madeleine-de-la-Rivière-Madeleine. Sa sœur ainée Yolande, ses deux frères et lui vécurent une enfance sans histoire. Lorsqu'il fit ses études à l'Institut de technologie il a côtoyé Jocelyn Hardy qui s'intéressait au hockey tout comme lui. Bertrand Raymond joua pendant ses études une année au hockey dans une ligue inter-paroissiale. Il termina deuxième champion compteur de la ligue. Mais Raymond était beaucoup plus tenté par l'écriture.
Il commença sa carrière journalistique en 1967 au Progrès-Dimanche à écrire des pages de sport et pour faire des mises en pages. Il suivait les Saguenéens juniors de Chicoutimi. Mais il rêvait de couvrir les Canadiens de Montréal. Grâce à quelques liens il put être reçu par Jacques Beauchamp qui était le directeur de la section sportive du Montréal-Matin qui lui donna d'importants conseils à la suite d'articles de presse de journaux américains dont il lui avait demandé de traduire, pour ensuite repartir à Chicoutimi. Un peu plus tard, Beauchamp, qui venait de passer au journal concurrent, le Journal de Montréal, avait besoin de journalistes pour bâtir sa salle de rédaction. Le Journal de Montréal en 1969 était encore petit dans l'échiquier des journaux montréalais. C'est pourquoi Beauchamp n'avait pas le luxe d'embaucher les journalistes montréalais les plus connus, il se tourna donc vers les jeunes journalistes un peu partout dans la province qu'il pourrait former pour ensuite assurer la relève de l'entreprise pendant de nombreuses années. Raymond était parmi eux.

## Sources
- Bertrand Raymond, 50 ans parmi les géants, Louiseville, Québec, Éditions Hurtubise inc., 2017, 320 p. (ISBN 978-2-89781-012-2).